# Магнітний монополь
Магні́тний моно́поль — гіпотетична елементарна частинка, аналог елементарного електричного заряду для магнітного поля, тобто джерело статичного радіального магнітного поля.

## Суть ідеї
Магніти мають два полюси. Цією властивістю магнітна взаємодія докорінно відрізняється від електричної. Електричне поле створюється позитивними й від'ємними зарядами — частками із одним єдиним полюсом. Аналогом постійного магніту для електричного поля є диполь, який завжди можна розбити на два заряди різного знаку. Тобто електричне й магнітне поле, які є рівнозначними складовими електромагнітної хвилі, докорінно розрізняються щодо своїх джерел.
Відсутність такої симетрії викликала гіпотезу про можливе існування частки із магнітним зарядом.
Досі експериментального свідчення про існування магнітного монополя отримати не вдалося за винятком одного випадку, коли експериментальна установка спрацювала 14 лютого 1982 року. Цей випадок отримав назву монополь святого Валентина.

## Історія поняття
На ранніх етапах розвитку фізики, яка базується на експериментальних дослідженнях, поширилась думка про принципову відмінність електричних та магнітних властивостей фізичних тіл. Ця думка чітко була сформульована (W. Gilbert, 1600). Встановлення Шарлем Кулоном тотожності законів притягання та відштовхування для електричних та магнітних зарядів (полюсів магнітів) знову підняло питання про подібність електричних та магнітних сил, проте в кінці 18 століття було показано, що в лабораторних умовах неможливо розділити дипольне магнітне тіло на окремі магнітні заряди. Тому поняття про магнітно заряджену субстанцію було надовго вигнано з фізики після праць Ампера в 1820, де було показано, що контур з електричним струмом створює таке саме магнітне поле, як і магнітний диполь.
Відновлення концепції магнітних зарядів припадає на початок 30-х років 20-го століття, тобто у період перегляду основ фізики у зв'язку зі створенням квантової механіки. Поль Дірак опублікував декілька статей присвячених проблемі т.з. магнітного монополя (тому надалі цю гіпотетичну частку почали називати монополем Дірака).
У 2013 році Серджіо Северіні (Sergio Severini) та Алессандро Сеттімі (Alessandro Settimi) були зацікавлені в тому, щоб по-новому поглянути на друге рівняння Максвелла з нульовою розбіжністю, яке стосується поля магнітної індукції. З цією метою обидва автори розглянули деякі фізичні аспекти системи, що складається з масивних, заряджених і нерелятивістських частинок, як джерела електромагнітного поля (ЕМ), що поширюється у вільному просторі. Зокрема, глибоко досліджено зв'язок між збереженням повного імпульсу та умовою нульової розбіжності для поля магнітної індукції. У цій науковій статті представлено новий контекст, у якому необхідна умова властивості нульової розбіжності поля магнітної індукції в усьому просторі, відома як умова соленоїдальності, випливає безпосередньо зі збереження повного імпульсу для системи, тобто джерел і поля. Загалом дослідження призвело до результатів, які залишають відкритими деякі питання про існування або принаймні про спостережуваність магнітних монополів, правдоподібні лише теоретично за відповідних гіпотез симетрії.

## Монополь Дірака
Поль Дірак створив квантову теорію взаємодії електричного заряду {\displaystyle e} з магнітним зарядом {\displaystyle g}, яка справедлива при виконанні умови: {\displaystyle {\frac {eg}{2\pi c}}=n}, де n — ціле число. Таким чином, магнітний заряд частки повинен бути кратним елементарному магнітному заряду {\displaystyle g_{0}={\frac {2\pi \hbar c}{e}}}, де e — елементарний електричний заряд.
Досить примітним є обернене твердження, що існування магнітного заряду не суперечить стандартній квантовій механіці тільки в тому випадку, коли електричні заряди всіх часток квантуються. Таким чином, існування магнітного монополя пояснювало б кратність електричних зарядів часток величині e, що спостерігається на практиці.
Умова квантування Дірака узагальнюється на взаємодію двох часток, кожна з яких має як електричний так і магнітний заряди (такі частки називаються діонами)
{\displaystyle (e_{1}g_{2}-e_{2}g_{1})/2\pi \hbar c=n}.
(У використаній Діраком системі одиниць e та g мають однакову розмірність, причому заряд е фіксований співвідношенням {\displaystyle e^{2}/4\pi \hbar c=1/137}.)
В нерелятивістському наближенні сила, яка діє на діон 1 з координатами r та швидкістю v з боку діона 2, закріпленого на початку координат, рівна
{\displaystyle F={\frac {(e_{1}e_{2}+g_{1}g_{2})\mathbf {r} +(e_{1}g_{2}-e_{2}g_{1}){\frac {\mathbf {\left[vr\right]} }{c}}}{4\pi r^{3}}}}.
Слід відзначити, що комбінації зарядів, які входять в цю формулу є інваріантні відносно дуального перетворення.
В Міжнародній системі величин (ISQ) розмірності електричних та магнітних зарядів є різна. Більше того, в ній магнітний заряд визначається через відношення двох фундаментальних констант:
{\displaystyle \mu ={\frac {h}{e}}=4.135701\cdot 10^{-15}}Дж/А,
де {\displaystyle h-} стала Планка та {\displaystyle e-} електричний заряд електрона.

## Формальне введення магнітного заряду
За аналогією із законом Кулона для електричних зарядів, можна ввести закон взаємодії між однойменними магнітними зарядами {\displaystyle \mu \ }. Сила відштовхування (притягання) між двома магнітними зарядами може бути представлена у формі:
{\displaystyle F_{\mu }={\frac {\mu ^{2}}{4\pi \mu _{0}r^{2}}}},
де {\displaystyle \mu _{0}\ }- магнітна проникність вакууму, а {\displaystyle r-\ } віддаль між двома зарядами. Постійна тонкої структури для магнітних зарядів має вигляд:
{\displaystyle \beta ={\frac {\mu ^{2}}{2\mu _{0}hc}}={\frac {1}{4\alpha }}=34,259009},
де {\displaystyle h-} стала Планка, {\displaystyle c-} швидкість світла у вакуумі, а {\displaystyle \alpha -} постійна тонкої структури для електричних зарядів.